# Aaron Lufkin Dennison

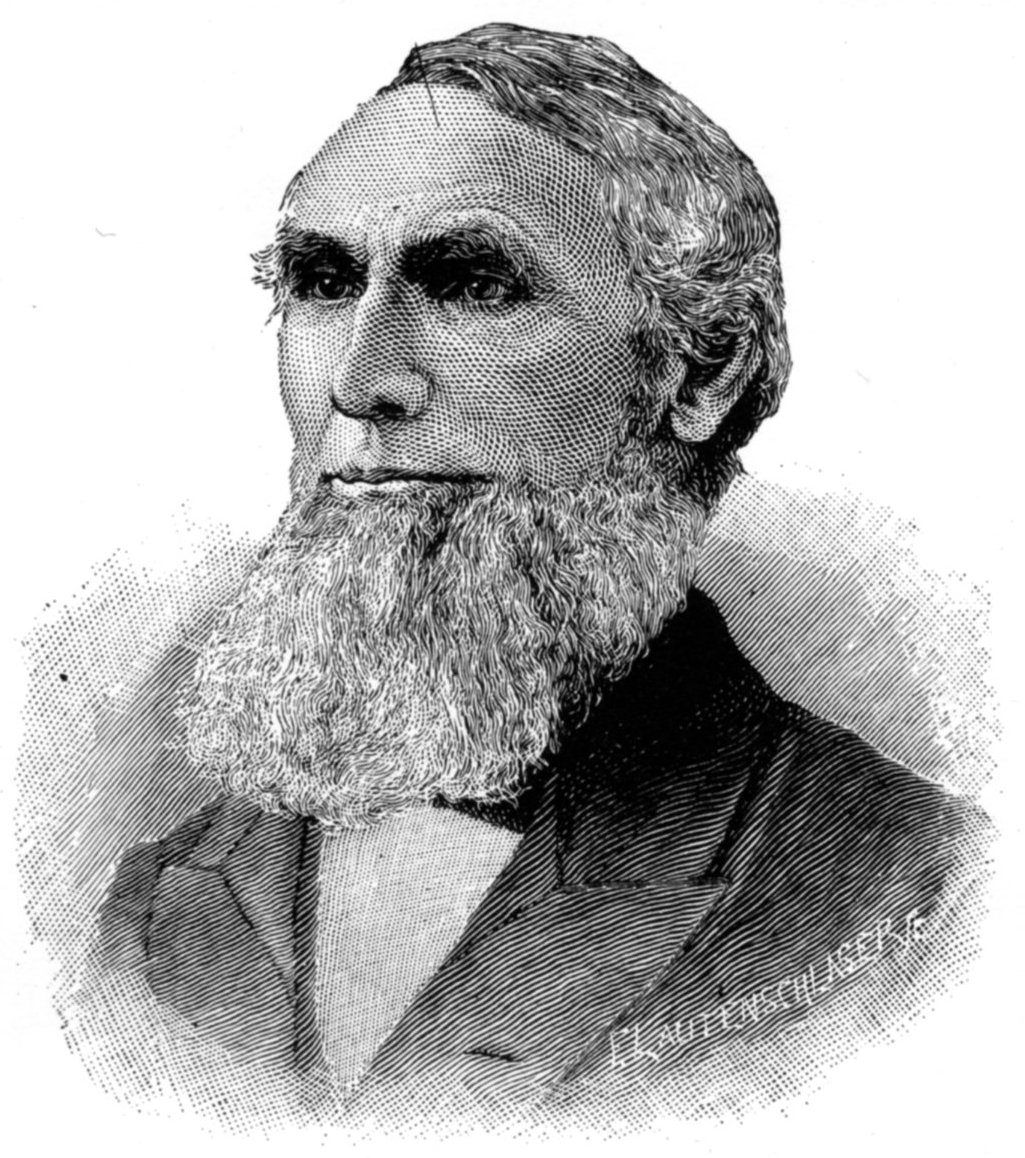
Aaron Lufkin Dennison

Aaron Lufkin Dennison (Freeport, 6 maart 1812 – West Bromwich, 9 januari 1895) was een Amerikaans uurwerkmaker en zakenman.

## Leven en werk
Op 18-jarige leeftijd ging Dennison in de leer bij een lokale uurwerkmaker, James Cary. Drie jaar later wees hij een aanbod af om Cary's zakenpartner te worden; in de plaats daarvan ging hij naar Boston. Hij werkte drie maanden onbezoldigd en vijf maanden betaald voor een juwelier. In 1834 begon Dennison een eigen zaak als hersteller van uurwerken, maar nog geen twee jaar later gaf hij het op en ging hij aan de slag in een bedrijf. Onder meesteruurwerkmaker Tubal Howe leerde hij de methodes van Engelse en Zwitserse uurwerkmakers. In 1839 verhuisde Dennison naar New York, waar hij een tijdlang bij een groep Zwitserse collega's verbleef. Hij keerde terug naar Boston en begon er een winkel en herstelplaats. Tijdens die periode ontwikkelde hij de Dennison combined gauge om drijfveren en andere onderdelen op te meten.
Hij hielp zijn jongere broer Eliphalet Whorf Dennison tegelijkertijd met diens juwelenwinkel, maar dat was geen succes. Daarna experimenteerden ze met de productie van papieren dozen. Dat leverde hen wel succes op, maar Aaron Dennison trok zich terug uit de zaak om zich met op het ontwerp van uurwerken te kunnen toeleggen. Zijn broer nam het bedrijf – de latere Dennison Manufacturing Company, in 1990 gefuseerd tot Avery Dennison – over.
Aaron Dennison probeerde ondertussen om een horloge volledig samen te stellen in de Verenigde Staten. In 1849 benaderde hij Edward Howard van Howard & Davis om een uurwerken producerend bedrijf op te starten. In 1850 stichtten zij Dennison, Howard & Davis. Dennison maakte eerst een reis naar Engeland, om daar materialen en ambachtslui te zoeken, en bracht hen dan naar de nieuwe fabriek in Roxbury (nu een buurt van Boston). Hoewel het eerste uurwerk acht dagen meeging zonder op te winden, was het niet accuraat genoeg om bruikbaar te zijn. Om Dennisons beperkingen als machinemaker op te vangen, nam het bedrijf in 1852 ervarener personeel in dienst – wat al snel betere horloges opleverde. In 1854 verhuisde de fabriek naar Waltham en nam het bedrijf de naam Boston Watch Company aan. Het bedrijf ging echter failliet in 1857. Daarop werd het in twee gesplitst: de meeste machines en horloges werden terug meegenomen naar Roxbury, waar Edward Howard de Howard Watch Company oprichtte. De gebouwen en grote machines werden aan Royal E. Robbins geveild, die onder de bedrijfsnaam Tracy Baker & Company ook horloges maakte. Aaron Dennison bleef werkzaam bij Waltham.
In 1864 richtten Dennison en A.O. Bigelow de Tremont Watch Company op met de hoop de fijne onderdeeltjes in Zwitserland te kopen en de grote in Amerika te maken en samen te stellen. Dennison verhuisde daarom naar Zürich, om er op de productie en export toe te zien. Zonder Dennisons medeweten werd de productie in Amerika ondertussen naar Melrose verplaatst. Dennison trok zich uiteindelijk terug uit de onderneming. Het bedrijf dat hij verliet werd uiteindelijk de Waltham Watch Company.
In 1871 migreerde hij naar Engeland, waar hij de Anglo-American Watch Company in Birmingham mee vorm gaf. Niet veel later begon hij uurwerkkoffertjes te maken. Dat leidde tot Dennison, Wigley & Company. In 1895 overleed Aaron Dennison en nam zijn zoon Franklin de zaak over. De Dennison Watch Case Company, zoals ze sinds 1905 heette, is in leven gebleven tot 1967.